# شهرستان هیروئو، هوکایدو

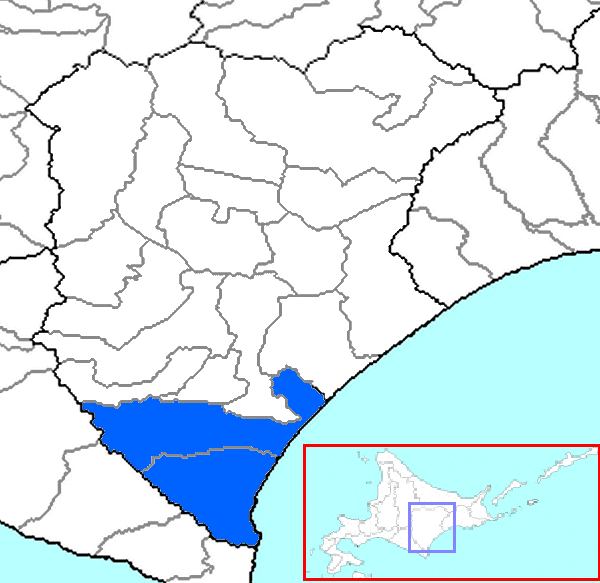

شهرستان هیروئو، هوکایدو (انگلیسی: Hiroo District, Hokkaido) یکی از شهرستان‌های ژاپن است که در استان فوکوشیما در ژاپن واقع شده‌است.